# Coppa Federale 1927-1928
La Coppa Federale 1927-28 fu un torneo calcistico italiano di consolazione per le squadre di Prima Divisione non classificate al primo posto della Prima Divisione 1927-1928.
Il Direttorio Divisioni Superiori ripartì le 12 società iscritte in tre gironi, stabilendo che si sarebbero qualificate al girone finale la prima classificata di ciascun girone oltre a una squadra sorteggiata tra le seconde classificate. Fiumana, Triestina e Spezia vinsero i propri gironi e si qualificarono alle finali. In seguito alla rinuncia al sorteggio delle seconde classificate Monfalconese e Lecco, fu ammessa al girone finale l'unica seconda classificata rimasta, il Prato. A vincere la competizione fu la Fiumana.

## Girone A

### Classifica
|  | Pos. | Squadra          | Pt | G | V | N | P | GF | GS | DR  |
|  | ---- | ---------------- | -- | - | - | - | - | -- | -- | --- |
|  | 1.   | Fiumana          | 9  | 6 | 3 | 3 | 0 | 14 | 4  | +10 |
|  | 2.   | Monfalconese CNT | 9  | 6 | 4 | 1 | 1 | 13 | 9  | +4  |
|  | 3.   | Ponziana         | 3  | 6 | 1 | 1 | 4 | 6  | 12 | -6  |
|  | 3.   | Udinese          | 3  | 6 | 1 | 1 | 4 | 6  | 14 | -8  |

Legenda:

         Qualificata al girone finale.
Note:
Due punti a vittoria, uno a pareggio, zero a sconfitta.
Era in vigore il pari merito, con eventuali spareggi per determinare qualificazioni.
Spareggio
|         | Risultati |                  | Luogo e data           |
| ------- | --------- | ---------------- | ---------------------- |
| Fiumana | 2-1       | Monfalconese CNT | Gorizia, 3 giugno 1928 |
|         |           |                  |                        |

### Calendario
| Andata (1ª) | Andata (1ª) | Prima giornata        | Ritorno (4ª) | Ritorno (4ª) |
|             |             |                       |              |              |
| 22 apr.     | 1-1         | Udinese-Fiumana       | 0-3          | 13 mag.      |
| 22 apr.     | 2-1         | Monfalconese-Ponziana | 3-0          | 13 mag.      |

| Andata (2ª) | Andata (2ª) | Seconda giornata     | Ritorno (5ª) | Ritorno (5ª) |
|             |             |                      |              |              |
| 29 apr.     | 0-4         | Udinese-Monfalconese | 1-2          | 20 mag.      |
| 29 apr.     | 2-0         | Fiumana-Ponziana     | 1-1          | 20 mag.      |

| \| Andata (3ª) \| Andata (3ª) \| Terza giornata \| Ritorno (6ª) \| Ritorno (6ª) \| \| \| \| \| \| \| \| 6 mag. \| 3-2 \| Ponziana-Udinese \| 1-2 \| 27 mag. \| \| 6 mag. \| 1-1 \| Monfalconese-Fiumana \| 1-6 \| 27 mag. \| |             |                      |              |              |
| Andata (3ª) | Andata (3ª) | Terza giornata       | Ritorno (6ª) | Ritorno (6ª) |
| |             |                      |              |              |
| 6 mag. | 3-2         | Ponziana-Udinese     | 1-2          | 27 mag.      |
| 6 mag. | 1-1         | Monfalconese-Fiumana | 1-6          | 27 mag.      |

## Girone B

### Classifica
|  | Pos. | Squadra          | Pt | G | V | N | P | GF | GS | DR |
|  | ---- | ---------------- | -- | - | - | - | - | -- | -- | -- |
|  | 1.   | Triestina        | 2  | 2 | 1 | 0 | 1 | 4  | 3  | +1 |
|  | 2.   | Canottieri Lecco | 2  | 2 | 1 | 0 | 1 | 3  | 4  | -1 |

Legenda:

         Qualificata al gironi finale.
Note:
Due punti a vittoria, uno a pareggio, zero a sconfitta.
Era in vigore il pari merito, con eventuali spareggi per determinare qualificazioni.
Ritirate Legnano e Parma.

### Calendario
|                  | Risultati |                  | Città e data            |  |
| ---------------- | --------- | ---------------- | ----------------------- |  |
| Canottieri Lecco | 1 - 0     | Triestina        | Lecco, 22 aprile 1928   |  |
| Triestina        | 4 - 2     | Canottieri Lecco | Trieste, 17 maggio 1928 |  |
| Triestina        | 3 - 1     | Canottieri Lecco | Trento, 3 giugno 1928   |  |
|                  |           |                  |                         |  |

## Girone C

### Classifica
|  | Pos. | Squadra    | Pt | G | V | N | P | GF | GS | DR  |
|  | ---- | ---------- | -- | - | - | - | - | -- | -- | --- |
|  | 1.   | Spezia     | 10 | 6 | 5 | 0 | 1 | 14 | 6  | +8  |
|  | 2.   | Prato      | 8  | 6 | 4 | 0 | 2 | 17 | 8  | +9  |
|  | 3.   | Fiorentina | 5  | 6 | 2 | 1 | 3 | 11 | 12 | -1  |
|  | 4.   | Carrarese  | 1  | 6 | 0 | 1 | 5 | 3  | 19 | -16 |

Legenda:

         Qualificata al girone finale.
Note:
Due punti a vittoria, uno a pareggio, zero a sconfitta.
Era in vigore il pari merito, con eventuali spareggi per determinare qualificazioni.

### Calendario
| Andata (1ª) | Andata (1ª) | Prima giornata   | Ritorno (4ª) | Ritorno (4ª) |
|             |             |                  |              |              |
| 22 apr.     | 2-1         | Prato-Fiorentina | 4-3          | 13 mag.      |
| 22 apr.     | 3-0         | Spezia-Carrarese | 3-1          | 13 mag.      |

| Andata (2ª) | Andata (2ª) | Seconda giornata  | Ritorno (5ª) | Ritorno (5ª) |
|             |             |                   |              |              |
| 29 apr.     | 5-2         | Spezia-Fiorentina | 0-2          | 20 mag.      |
| 29 apr.     | 0-2         | Carrarese-Prato   | 1-8          | 20 mag.      |

| \| Andata (3ª) \| Andata (3ª) \| Terza giornata \| Ritorno (6ª) \| Ritorno (6ª) \| \| \| \| \| \| \| \| 6 mag. \| 0-2 \| Carrarese-Fiorentina \| 1-1 \| 27 mag. \| \| 6 mag. \| 0-1 \| Prato-Spezia \| 1-2 \| 27 mag. \| |             |                      |              |              |
| Andata (3ª) | Andata (3ª) | Terza giornata       | Ritorno (6ª) | Ritorno (6ª) |
| |             |                      |              |              |
| 6 mag. | 0-2         | Carrarese-Fiorentina | 1-1          | 27 mag.      |
| 6 mag. | 0-1         | Prato-Spezia         | 1-2          | 27 mag.      |

## Girone Finale

La formazione della Spezia, 2º posto nella Coppa Federale

### Classifica
|  | Pos. | Squadra   | Pt | G | V | N | P | GF | GS | DR  |
|  | ---- | --------- | -- | - | - | - | - | -- | -- | --- |
|  | 1.   | Fiumana   | 10 | 6 | 4 | 2 | 0 | 19 | 9  | +10 |
|  | 2.   | Spezia    | 6  | 6 | 2 | 2 | 2 | 10 | 13 | -3  |
|  | 3.   | Prato     | 5  | 6 | 2 | 1 | 3 | 12 | 14 | -2  |
|  | 4.   | Triestina | 3  | 6 | 1 | 1 | 4 | 10 | 15 | -5  |

Legenda:

         Vincitore.
Note:
Due punti a vittoria, uno a pareggio, zero a sconfitta.
Era in vigore il pari merito, con eventuali spareggi per determinare qualificazioni.

### Calendario
| Andata (1ª) | Andata (1ª) | Prima giornata   | Ritorno (4ª) | Ritorno (4ª) |
|             |             |                  |              |              |
| 10 giu.     | 2-2         | Spezia-Triestina | 2-1          | 1 lug.       |
| 10 giu.     | 3-3         | Prato-Fiumana    | 0-4          | 1 lug.       |

| Andata (2ª) | Andata (2ª) | Seconda giornata  | Ritorno (5ª) | Ritorno (5ª) |
|             |             |                   |              |              |
| 17 giu.     | 2-3         | Triestina-Fiumana | 2-3          | 8 lug.       |
| 17 giu.     | 4-0         | Prato-Spezia      | 0-4          | 8 lug.       |

| \| Andata (3ª) \| Andata (3ª) \| Terza giornata \| Ritorno (6ª) \| Ritorno (6ª) \| \| \| \| \| \| \| \| 24 giu. \| 3-1 \| Triestina-Prato \| 0-4 \| 15 lug. \| \| 24 giu. \| 4-0 \| Fiumana-Spezia \| 2-2 \| 15 lug. \| |             |                 |              |              |
| Andata (3ª) | Andata (3ª) | Terza giornata  | Ritorno (6ª) | Ritorno (6ª) |
| |             |                 |              |              |
| 24 giu. | 3-1         | Triestina-Prato | 0-4          | 15 lug.      |
| 24 giu. | 4-0         | Fiumana-Spezia  | 2-2          | 15 lug.      |